# Савельева, Елена Владимировна
Елена Владимировна Савельева (род. 1984) — российская спортсменка (бокс). Заслуженный мастер спорта . Выступает за Вооружённые Силы ЦСКА, ФСО «Россия». Чемпионка мира (2010), Европы (2011, 2016) и России (2007), серебряный призёр ЧМ (2008), Европы (2009, 2019), России (2008, 2009), серебряный призёр Всероссийской Спартакиады (2022) в любителях. В 2010 году выигрывала международные турниры «Гран-при Усти-над-Лабем» (Чехия), «Кубок президента» Марокко, «Кубок Николаева», «Кубок Ковеля» (Украина) в Окснарде (Америка) признана лучшей в 51 кг. 2010 г. названа лучшим спортсменом ВС, 5 место ОИ 2012 Лондон.
В 2019 году Елена приняла участие в чемпионате Европы по боксу, который состоялся в Испании. Она добралась до финала, в котором уступила турецкой спортсменке и завоевала серебряную медаль турнира.

## Тренерский штаб
Тренируется по руководством заслуженного тренера России Подъяпольского Н. Д..
Первый тренер: УЛЬЯНОВ В.
Личный тренер: Николай Подъяпольский (муж).

## Образование
Высшее, ТГПУ им. Л. Н. Толстого.
Уральский гос. университет физической культуры

## Семья
Муж: Подъяпольский Н. Д.
Сын: Глеб 2013 г.р.